# Fabian Flatz
Fabian Flatz (* 19. Juli 1992) ist ein ehemaliger österreichischer Fußballspieler.

## Karriere
Flatz begann seine Karriere beim TSV Altenstadt. In der Rückrunde der Saison 2004/05 spielte er kurzzeitig in der Jugend des FC Rot-Weiß Rankweil, ehe er nach Altenstadt zurückkehrte. Dort spielte er im Oktober 2007 erstmals für die Reserve, im April 2008 gab er dann auch sein Debüt für die Kampfmannschaft in der 1. Landesklasse. Insgesamt kam er für Altenstadt zu 49 Einsätzen in der sechsthöchsten Spielklasse, in denen er zehn Tore erzielte.
Zur Saison 2010/11 wechselte er zurück zum viertklassigen Rot-Weiß Rankweil. Dort kam er bis zur Winterpause zu 13 Einsätzen in der Vorarlbergliga, in denen er fünfmal traf. Im Jänner 2011 wechselte er zu den drittklassigen Amateuren des SCR Altach. Bis zum Ende der Spielzeit kam er für Altach II elfmal in der Regionalliga zum Einsatz. In der Saison 2011/12 absolvierte er 18 Partien. Im August 2012 debütierte Flatz für die Profis der Altacher in der zweiten Liga, als er am siebten Spieltag der Saison 2012/13 gegen den First Vienna FC in der 75. Minute für Louis Ngwat-Mahop eingewechselt wurde. Bis Saisonende spielte er dreimal in der zweiten Liga, zudem kam er zu 29 Regionalligaeinsätzen.
Zur Saison 2013/14 wechselte der Stürmer in die Schweiz zum Drittligisten SC Brühl St. Gallen. In St. Gallen kam er zu 21 Einsätzen in der Promotion League. Zur Saison 2014/15 wechselte er innerhalb des Landes zum unterklassigen FC Montlingen. Nach der Saison 2014/15 verließ er die Schweiz wieder. Nach einem halben Jahr ohne Klub (in dieser Zeit lag sein Spielerpass ungenutzt in Rankweil) wechselte Flatz zum Regionalligisten FC Dornbirn 1913. In eineinhalb Jahren in Dornbirn spielte er 33 Mal in der Westliga und erzielte dabei sechs Tore.
Zur Saison 2017/18 kehrte er abermals nach Rankweil zurück. Dort kam er bis zur Winterpause diesmal zu elf Einsätzen in der vierthöchsten Spielklasse. Im Jänner 2018 wechselte er zum fünftklassigen FC Bizau. Mit Bizau stieg er am Ende der Spielzeit in die Vorarlbergliga auf. Nach insgesamt 73 Einsätzen, in denen er 34 Tore erzielte, beendete Flatz nach der Saison 2020/21 seine Karriere. Im November 2021 half er dann noch einmal eine Halbzeit lang in Bizau aus.

## Persönliches
Sein Onkel Frank Flatz war ebenfalls Zweitligaprofi, unter anderem in Altach.